# Афинна геометрия
Афинната геометрия е дял от математиката изучаващ свойствата на геометрични обекти, които остават непроменени (инвариантни) под действие на неособени линейни преобразувания. Тези преобразувания наричаме афинни трансформации. Те формират група – афинна група. Афинната геометрия е разширение на евклидовата, като при нея дължините на отсечки може да се сравняват само ако са в една и съща посока и понятието ъгъл не е дефинирано, т.е. при афинните трансформации големините на ъглите не се запазват. Групата на афинните трансформации, обаче, запазва простото отношение на три точки. Терминът афинни (от лат. affinis – родствен) принадлежи на Леонард Ойлер, който пръв изследва афинните преобразувания, докато името афинна геометрия е въведено от Феликс Клайн в Ерлангенската програма.